# Burro Banton
Burro Banton (* 27. Dezember 1956 in Kingston als Donovan Spalding) ist ein jamaikanischer Dancehall-Reggae-Sänger, der besonders in den 1980er- und 1990er-Jahren für seinen aggressiven Stil und seine tiefe, raue Stimme bekannt war. Sein bekanntestes Lied ist "Boom wah dis" auf dem Street Sweeper-Riddim. Er beeinflusste viele aktuelle Dancehall-Sänger, wie Buju Banton, Bounty Killer und Elephant Man.

## Werdegang
Burro Banton wuchs in Kingston, Jamaika auf. Dort gehörte er der Dancehall-Szene an und besuchte die angesagten Clubs in Jamaika. Er ahmte die Gesten der DJs und Sänger nach und tanzte zu Reggae und Dancehall. 1976 überzeugten ihn seine Freunde, eine Karriere als DJ einzuschlagen. In den späten 70er-Jahren fing Banton an zu singen, seit 1978 mit dem Black-Hoover-Soundsystem, später mit Roots Unlimited, Gemini, Volcano und Killamanjaro. Bei Killamanjaro arbeitete er auch zum ersten Mal mit Super Cat und Nicodemus zusammen. Insbesondere mit Joey Wales von Roots Unlimited lieferte er sich DJ-Battles.
Bekannt wurde Banton durch seine tiefe Stimme, die seine Nummern unter den anderen auf dem gleichen Riddim aufgenommenen Tracks hervorheben. Die Stimme erinnerte an Prince Jazzbo. Er bezeichnet sich selbst als "Original Veteran (Deejay)". Er war der erste DJ, der den Namen Banton annahm, ein Patois-Wort, das „full of lyrics“ bedeutet, was in der jamaikanischen Dancehall-Szene eine Ehrbezeichnung für gute Lyriker ist. Sein Vorname Buro war einfach ein Spitzname, den er in seiner Jugend erhalten hatte.
Bekannt wurde Banton Mitte der 1980er-Jahre im Umfeld des digitalen Dancehall von King Jammy. Produziert wurde sie von Henry „Junjo“ Lawes. Er sang auf Riddims, die mit richtigen Instrumenten eingespielt, aber digital nachbearbeitet wurden. Bis Mitte der 1980er fand seine Kunst nur auf den Mitschnitten der DJ-Tapes statt, während Künstler aus dem gleichen Soundsystem wie Barrington Levy, Yellowman und Eek a Mouse bereits erfolgreiche Alben hatten. Seine erste eigene LP Buro veröffentlichte er 1983, diese ging jedoch im Hype um Yellowman unter.
Zu Beginn der 1990er gründete Supercat das Label Wild Apache, bei dem Banton seinen ersten Hit Boom wah dis veröffentlichte, der zu seinem Signature-Track wurde. Sein zweiter Hit wurde Washington Session. Als Supercat 1992 zu Columbia Records ging, wechselte Banton zum Label Massive B, bei dem sein zweites Album The Original Banton veröffentlicht wurde. Im selben Jahr hatte er einen Auftritt bei Shineheads Song Jamaican in New York.
1998 schlugen Steely and Cleevie, ein bekanntes Produzentenduo auf Jamaika, ihm vor, "Boom wah dis" neu aufzunehmen, und zwar auf dem aktuellen Riddim von Steelie and Clevie, dem Street Sweeper. Banton stimmte zu.
Seit 2000 hat er bei Massive B die Titel Politicians, in dem es um das Leben in den Ghettos von Kingston geht, Phenomenon 2, einen Ganja-Tune, und Jah Jah Rules veröffentlicht. Es folgten Heavenless Riddim (In da Ghetto) auf Massive B von 2004 sowie die 2005er Neuauflage von Truth & Rights (im Original auf Studio One), wo er im Duett mit Johnny Osbourne vertreten war.
Banton tourt regelmäßig durch Europa, Asien und Nordamerika. Er stand unter anderem zusammen mit Capleton und Bounty Killer auf einer Bühne. 2006 war er auch in Deutschland, Italien und Österreich zu sehen.

## Bedeutung
Sowohl Mega Banton, der als sein Nachfolger galt, als auch Buju Banton benannten sich nach Burro Banton und bezeichneten ihn als großen Einfluss. Buju Banton schlich sich bereits als Zwölfjähriger in die Clubs, um Burro Bantons DJing und seinen Lyrics zu lauschen.

## Privatleben
Er selbst bezeichnet sich als Rastafari, wenngleich er die Religion nicht als pragmatisch ansieht: er trägt keine Dreadlocks und trinkt Alkohol, "wenn auch in Maßen" ("mi drink a guinness or two, but not more").

## Diskografie

### Alben
- 1983: Buro (CSA Records)
- 1995: Da Original Banton (Massive B)

### Kompilationen
- 2012: Greatest Hits (Massive B)

### Singles
| - 1982: Out of Hand (Arrival) - 1983: Poliomiilitis (Hit Bound) - 1983: Who A the General Now (Black Originator) - 1983: Horse Man (G.O.G.) - 1984: Go Home (Midnight Rock) - 1986: Bawling (Skengdon) - 1988: Praise Jah (Stereo One) - 1989: Me a Bad Boy (Wild Apache) - 1990: Boom Wha Dis/The Veteran (Wild Apache) - 1991: Washington Session (Wild Apache) - 1991: El Salvador (Wild Apache) - 1993: Big Man Chill (Massive B) - 1993: Gala You Dat / Go In Home (12’’, Massive B) - 1994: Waan Know (Roof International) - 1995: Westmoreland Sensi (Massive B) - 1996: Warn Dem (Massive B) - 1996: Gunman (Massive B) - 1997: Tek a Set (Massive B) - 1998: 1 for the Money (Massive B) - 1998: Bashie Bashie Gal (Massive B) - 1998: Bible Again (Massive B) - 1999: Politicians (Massive B) - 1999: Sensi, Cheeba Come From (Massive B) - 2000: Phenomenum 2 (Massive B) - 2000: Man Guinep (Shines Production) - 2001: On da Lead (Massive B) - 2001: Entertainer Peggy (Wallstreet Records) - 2001: Settle Yourself / Times Hard (Massive B) - 2002: Jah Jah Rules (Massive B) | - 2002: Africans (Massive B) - 2002: Launch Attack (Massive B) - 2003: Money Friend / Wanted (Massive B) - 2004: In da Ghetto (Massive B) - 2004: Millionaire (Massive B) - 2005: The Truth (feat. Johnny Osbourne, Massive B) - 2006: Badness Take Over (Massive B) - 2006: Friday Dress (SWS) - 2007: Badder den dem (Massive B) - 2007: Lyrics Daddy (Maximum Sound) - 2007: Stumbling Block (Jah Guidance) - 2007: Sort Out Yourself (Weedy G Soundforce) - 2007: Burro di School (Orange Street Records) - 2007: Ya Dun No (Massive B) - 2008: Run the Street Red (Irievibrations Records) - 2008: Garrision (Massive B) - 2008: Gun Fan Dangle (Massive B) - 2008: Left Them to Time (Maximum Sound) - 2008: Borderline (Respecta) - 2008: No Problem (African Beat Records) - 2009: Don Sharicon – The Time Is Now / Wine Your Body (mit Mr. Glamarous, SWS) - 2009: Too Dutty (African Beat Records) - 2009: Nah Drop Di Ting (African Beat Records) - 2011: Sound Exterminator (feat. Joe Lickshot, Maximum Sound) - 2015: Bad Bad Bad (Yard Beat Ent.) - 2016: Ghetto Living Remix (feat. Mr. Noisy, rootsman3000) |

### Split-Singles
- 1982: Big Bout Yah / Tradition (12’’ mit Tony Tuff, Reggae Sound)
- 1983: Hold Me Darling (12’’ mit Triller, Darace Music)
- 1989: No Competition / A Sound Boy Dead (mit Papa D, Sixth Revelation & Papa D, Dub Party)
- 1991: Material World (12’’ mit Super Cat, Wild Apache)
- 1993: Attention / Informer Mus Die (12’’ mit Professor Grizzly, Massive B)
- 1995: Dem Gangster / Sit and Wonder (12’’ mit Prisoner of War, Massive B)
- 2000: Posses with the Best (mit Power Man, Shines Production)
- 2001: Settle Yourself / Times Hard (mit Gringo, Massive B)
- 2003: Money Friend / Facilitate War (mit Assassin, Massive B)
- 2004: Ya Dun Do (Remix) / Burn a Hypocrit (mit Choppa Chop, Massive B)
- 2004: The System / Sabbath Days (mit Warrior King, First Name Music)
- 2005: Cold / Kick It Off (mit Beniton, Massive B)
- 2006: Da Streetz / Tun It Up (mit Benneton, Massive B)
- 2006: Rise N Shine / Ethipoia (mit King Kong, Massive B)
- 2006: MC Peggy Part 2 / Kangaroo Dance (mit Kangaroo, One Love Records)
- 2006: Idiot Killing / Tom Drunk (mit Future Trouble, Studio 2000)
- 2008: Chat & Show Off / Your Love (mit Chantel, Total Statisfaction)
- 2008: Cut Nuh Dash / Got It Right (mit Elephant Man, Open Ear Music)
- 2008: Clean Air Country / By the Way (mit Vida Sun-Shye, Savona Records)
- 2008: Cross da Board / Huslin (mit Dr. Evil, Massive B)
- 2009: Love Me Sensimilia / One Cup a Day (mit Lukie D, Maximum Sound)
- 2009: Energy Baton / Rest in Peace (mit Majah Hype, Massive B)
- 2009: What U Fightin For / Informa (mit Kharri Kill, Massive B)
- 2009: Ghetto Living / Remix (mit Cali P., Weedy G Soundforce)
- 2010: Blaze It (feat. Tony Curtis)/ Fighting Soldiers (mit Mark Wonder, Greenyard Records)
- 2011: No Fake Freind / Mr. Polite (mit Lady Chann, Sound Quake)
- 2013: Can’t Get Me Out / We No Worry Bout Them (mit Konshens & Romain Virgom Maximum Sound Bounty Killers)
- 2015: Lef Them to Time (Russ D Remix) (mit The Disciples, Calabash Records)
- 2017: Say So / They Don’t Know (mit Cosmos Ray, Happy as a Lark)

### Gastbeiträge
- 1982: Untitled auf dem Album Junjo – A Live Session with Aces International (Greensleeves Records)
- 1983: Diverse auf dem Album Bibow Posse – Live Inna Dance Hall Style (Gorgon Records)
- 1984: Untitled auf dem Album George Pang – George Pang and Friends at Skateland (Power House)
- 1992: Shinehead – Jamaican in New York (12’’, Elektra Records)
- 2006: Burro Banton & Pinchers & The Scrucialists – Cross The Board (7", One Ton)
- 2007: Cooh – Ganja Lighta (Single, Bass Rejects)
- 2008: Collie Buddz feat. Choppa – Pompatay – Bust It Pon Dem / Good Goodie (7", Massive B)
- 2008: Boom Wha Dis (Dub) auf dem Album Tester – Dangerous (Soundtest Records)
- 2008: Pick Di Plum auf dem Album DJ Pharfar – Presents a Rubadub Sundy in Copenhagen (PanAmericana Records)
- 2009: Trust None of Dem auf Poirier – Run the Ridim (MCD, Ninja Tune)
- 2010: Diverse auf dem Album Poirier – Running High (Ninja Tune)
- 2010: Clean Air Country auf Mista Savona – Warn the Nation (Elefant Traks)
- 2011: Blaze It auf Tony Curtis – Fight It (EP, Greenyard Records)
- 2012: Stickybuds vs Mista Savona – Clean Air (Download, Sub Funk)
- 2012: Must Affi Survive auf dem Album Babaman – La Nuova Era (Produzioni Oblio)
- 2013: Can’t Stop Wi auf dem Album Dirty Dubsters – Fire It Up (Irish Moss)
- 2014: Leave It Alone auf dem Album O.B.F. – Wild (Dubquake Records)
- 2015: Damian Marley, Mr. Vegas, Alozade, Danny English, Cham, O, Elephant Man, The Beatnuts – No Coke Reloaded MEGAreMIXX (No Coke Reloaded Riddim) (MP3, Sued Massiv Production)
- 2015: The Bug – Zim Zim Zim (Single, Ninja Tune)
- 2017: Dub-Stuy Presents Kunta Kinte Riddim 2017 (mit Rider Shafique, Shanti D, DJ Madd, Dub-Stuy Records)

### Samplerbeiträge
- 1983: Out of Hand auf The CSA Collection Volume 1 or Reggae Music All Right (CSA Records)
- 1984: Diverse auf Dee-jay Super Clash (Or Gimme The Music) (CSA Records)
- 1989: Ruler auf Stamina (France)
- 1990: Out of Hand auf Reggae Rappers (CSA Records)
- 1992: El Salvador auf Big Up (24x7 Records)
- 1993: Diverse auf Massive B Allstars (Massive B)
- 1995: Diverse auf Bobby Konders / Massive B – Reggae Meets Hip Hop
- 1995: Sensi Love That Cheeba auf Dancehall Kings II (Blunt Recordings)
- 1995: Sensi Love That Cheeba auf 8 Joints from Blunt Recordings (Blunt Recordings)
- 1995: Warm Dem (Hip Hop Mix) auf The Best of Hip Hop 1995 (Cutting Edge)
- 1995: The Don auf Stalag (Massive B)
- 1998: Diverse auf On da Reggae Tip (Blunt Recordings)
- 2000: One for the Money auf Bitter Blood (VP Records)
- 2000: Order of Distinction auf Bad Weather (VP Records)
- 2001: Diverse auf Yard Bounce (Massive B)
- 2002: Exodus Dubplate auf Cornerstones (Pillars of the Dancehall) (Heart to Art Music)